# Tonteatern
Tonteatern är en amatörteatergrupp med verksamhet i Malmö. Verksamheten består i att producera musikteater med amatörer i alla roller. Produktionen är dock professionell, så även regi, musik och teknik. Sedan starten 1997 har man spelat bland annat Jesus Christ Superstar, Little Shop of Horrors, Oliver!, Chicago, Evita och La Cage aux Folles.
Konstnärlig ledare för Tonteatern är Ola Hörling, som tillsammans med producenten Åsa Jensen driver föreningen.